# Dudás György
Dudás György (Szeghalom, 1950. július 19. –) labdarúgó, hátvéd.

## Pályafutása
1962-ben kezdett futballozni a Bp. Honvédban. 1970 és 1973 között a Bp. Honvéd labdarúgója volt az NB I-ben. Az élvonalban 1971. június 13-án mutatkozott be a Ferencváros ellen, ahol csapata 4–2-es vereséget szenvedett. Tagja volt az 1971–72-es idényben ismét ezüstérmet nyert együttesnek. Az élvonalban összesen 32 alkalommal szerepelt.

## Sikerei, díjai
- Magyar bajnokság
  - 2. 1971–72